# Whiteboxtest
De whiteboxtest, ook wel glassboxtest, is een teststrategie van software die gebruikmaakt van kennis van de interne structuur of de broncode van een programma of in het algemeen van een informatiesysteem en is daarmee anders dan de blackboxtest, waarbij geen kennis over de implementatie beschikbaar is. Bij een whiteboxtest mag de implementatie worden aangepast om effectief  te testen. Een bekend voorbeeld hiervan is het compileren van de code met debug statements.
Een bekende vorm van whiteboxtesten is de unit test, die meestal door de programmeurs of systeemontwikkelaars wordt uitgevoerd, als integraal deel van de ontwikkeling van een informatiesysteem. Een whitebox test en een unit-test zijn niet helemaal hetzelfde. Een unit-test is een test op het laagste niveau, waarbij op het niveau van de broncode wordt getest. Een whiteboxtest kan ook op een hoger niveau dan de unit-test worden uitgevoerd. Een voorbeeld is een systeem, dat modulair is opgebouwd, en waarbij wordt gecontroleerd dat de verschillende modules goed op elkaar aansluiten.
Het onderscheid tussen whiteboxtesten en een unit test is vaak moeilijk te zien. Iedere functie die andere functies aanroept of klasse die andere klassen gebruikt is te beschouwen als een whitebox die is opgebouwd uit andere modules. Daarmee is dat deel code volgens de definitie geen unit meer, maar een module. Het testen van een module kan gebeuren in een van de besproken strategieën, waaronder de whiteboxtest.

## Voordelen ten opzichte van de blackboxtest
Het voordeel van een whiteboxtest ten opzichte van de blackboxtest is dat de broncode, de implementatie, mag worden aangepast.  Vaak gebeurt dit door bijvoorbeeld print-statements op te nemen, zodat iedere stap kan worden gevolgd. Hierbij is het doel niet te testen of de code correct is, maar het zoeken en oplossen van een fout, het debuggen. Dit is vaak een effectieve werkwijze.
Een ander voordeel van deze aanpak is het testen van grensgevallen. Waar de code anders wordt doorlopen, kunnen meer tests worden uitgevoerd. Bekende voorbeelden van dergelijke grenzen zijn: het eerste en laatste element van een lijst, de maximale index in een array en de grenzen van lussen. Vaak werkt het goed om tijdens de tests ook een aantal willekeurige variabelen mee te geven omdat de code, tijdens het ontwikkelen, vaak wordt ontworpen met de hoogste, laagste de tussenliggende waarde als 'snelle testwaarde'. Als je willekeurige getallen of variabelen kiest, vang je ook onverwachte fouten op.